# Fenomenología de la religión
La fenomenología de la religión concierne al aspecto experiencial de la religión su fenomenología, describiendo el fenómeno religioso o hecho religioso en términos consistentes con la orientación de los creyentes. Ve la religión como formada de distintos componentes, y los estudia a lo largo de las tradiciones religiosas para conseguir entenderlas. La aproximación fenomenológica al estudio de la religión se debe en gran parte a tres autores: Chantepie de la Saussaye, William Brede Kristensen y Gerardus van der Leeuw. Se piensa que el término "fenomenología de la religión" procedería de Max Müller, a quien se considera generalmente como su fundador.

## Chantepie de la Saussaye
El primer uso explícito de la expresión fenomenología de la religión se hace en el Manual de historia de las religiones (Lehrbuch der Religionsgeschichte) escrito por Pierre Daniël Chantepie de la Saussaye en 1887, donde articula la tarea de la ciencia de la religión y proporciona un "esbozo de la fenomenología de la religión. Empleando la terminología de Hegel, Chantepie divide su ciencia de la religión en dos áreas de investigación: esencia y manifestaciones, a las que se aproxima a través de investigaciones filosóficas e históricas respectivamente. No obstante, la fenomenología de Chantepie "no pertenece ni a la historia ni a la filosofía de la religión tal como las concibió Hegel". Para Chantepie, la tarea de la fenomenología es preparar los datos históricos para el análisis filosófico a través de "una colección, un agrupamiento, un arreglo y una clasificación de los principales grupos de concepciones religiosas". Este sentido de la fenomenología como agrupamiento de manifestaciones es similar a la concepción de fenomenología articulada por Robison y otros autores británicos; no obstante, en la medida en que Chantepie concibe la fenomenología como una preparación para la elucidación filosófica de las esencias, su fenomenología no es completamente opuesta a la de Hegel.

## Kristensen
El Lehrbuch de Chantepie fue muy influyente, y muchos investigadores comenzaron similares esfuerzos tras su publicación y sus subsiguientes traducciones al inglés y al francés. Uno de ellos fue William Brede Kristensen. En 1901, Kristensen fue nombrado para el primer puesto de profesor relacionado con la fenomenología de la religión en la Universidad de Leiden.

## Van der Leeuw
La aproximación fenomenológica a la religión desarrollada por la Phänomenologie der Religion de Gerardus van der Leeuw (1933) sigue a Kristensen en muchos aspectos, mientras también incorpora la fenomenología de Martin Heidegger y la hermenéutica de Wilhelm Dilthey.
La tarea de la fenomenología de la religión es interpretar las distintas maneras en que lo sagrado aparece en los grupos humanos a lo largo del mundo y la forma en que el ser humano entiende y se preocupa por lo que entiende que se le revela y por lo que continúa permaneciendo como misterio.